# Arrate (Éibar)
Arrate es una entidad de población del municipio de Éibar, perteneciente a la provincia de Guipúzcoa, en la comunidad autónoma del País Vasco, en España. En 2023 tenía empadronados 89 habitantes.
El barrio rural de Arrate, también llamado Arrate valle ocupa toda la ladera sur de dicho monte desde la cumbre y el santuario hasta el barrio de Málzaga, ya en la confluencia del río Ego con el Deva. El santuario de la Virgen de Arrate se ubica dentro de este barrio rural.
Caseríos
- Argiñao / Argiano
- Arikitxa Haundi, Arikitxa Behekua / Arexita Handikoa
- Arikitxa Txiki, Arikitxa Goikua / Arexita Hemendikoa
- Arizmendi
- Arrate-Bekoetxe
- Barrenetxe / Barrenetxea
- Barrundi
- Eltzartza / Eltzartzaga
- Erdiko / Kutunegieta Erdikoa
- Gaztelu
- Guenetxe, Guenengua / Kutunegieta Goenengoa
- Iñarra
- Lazareto
- Lezeta
- Lezeta Abeletxe
- Mendigoitxi / Mendigoitia
- Muitza Barri / Mugitza Berri
- Narru / Kutunegieta Barrenengoa
- Paua Abeletxe / Pagoaga Abeletxe
- Saartei / Sagartegieta
- Sanjuan(gua) / Arizmendi San Juangoa
- San Martin
- Sumendixa Behekua / Sumendiaga Behekoa
- Sumendixa Goikua / Sumendiaga Goikoa
- Umaixo / Umaio
- Untzeta
- Zelaikua / Zelaia